# Jakov Vlahek
Jakov Vlahek, hrvatski gimnastičar. Član je član ZTD Hrvatskog Sokola.
Na konju s hvataljkama nastupio je na Olimpijskim igrama mladih u Nanjingu 2014. godine. Ušao je u završnicu i osvojio je peto mjesto. Kolovoza 2017. sudjelovao je na Univerzijadi u Taipeiju. Zauzeo je 18. mjesto na konju s hvataljkama. Prvu završnicu Svjetskog kupa izborio je rujna 2017. godine. U bugarskoj Varni osvojio je broncu na konju s hvataljkama, premda je u završnicu dan prije ušao tek sa sedmom ocjenom.